# Mirassol FC
Mirassol FC is een Braziliaanse voetbalclub uit de stad Mirassol in de staat São Paulo.

## Geschiedenis
De club werd opgericht op 9 november 1925 als Mirassol EC. De club speelde in 1951 één seizoen in de tweede klasse van het Campeonato Paulista en werd daarna weer een amateurclub. In 1961 ging de club in de derde klasse spelen. In 1964 fuseerde de club met Grêmio Recreação Esporte Cultura Mirassol, dat in 1960 opgericht was en werd zo Mirassol AC. Tussen 1969 en 1971 en 1976 en 1979 speelde de club niet in de derde klasse. In 1982 werd de club opgeheven en heropgericht als Mirassol FC. 
Vanaf 1986 speelde de club met enkele korte onderbrekingen in de Série A2 van de staatscompetitie. In 1995, hoewel de club slechts in de derde klasse speelde, namen ze deel aan de Série C en speelde zo voor het eerst op nationaal niveau. De club speelde gelijk tegen Botafogo de Ribeirão Preto en verloor alle andere wedstrijden in de groep. 
In 2007 kon de club voor het eerst promotie afdwingen naar de hoogste klasse. De club werd achtste en mocht zo opnieuw deelnemen aan de Série C en werd weer laatste. Het volgende seizoen werd de club zevende. Dat jaar werd ook de Série D ingevoerd als laagste nationale klasse. Deze keer werd de club niet laatste, maar voorlaatste in zijn groep. Na een middelmatig seizoen bereikte de club de kwartfinales om de titel in de Paulistão van 2011 en verloor daar van Palmeiras. Na een jaar onderbreking speelde de club dan opnieuw in de Série D van 2011 en voor het eerst met succes. Samen met Oeste behaalde de club de groepswinst. In de tweede ronde schakelde de club Juventude uit, maar dan botste de club opnieuw op Oeste. Beide clubs wonnen met 3-1, maar dan won Oeste met 4-3 en kon zo promotie afdwingen naar de Série C. In 2012 miste de club net de knockout-fase in de staatscompetitie, maar plaatste zich wel voor de Série D, maar werd ook nu meteen uitgeschakeld. In 2013 degradeerde de club. Het volgende seizoen miste de club de promotie op een haar na. De club eindigde samen met Marília op de vierde promotieplaats, maar promoveerde niet doordat Marília één wedstrijd meer gewonnen had. Ook het jaar erop werd de club gedeeld vierde en moest nu de promotie aan Água Santa laten. In 2016 werd de club vicekampioen achter Santo André en keerde zo terug naar de hoogste klasse van de staatscompetitie. In 2018 plaatste de club zich voor de Série D, maar werd in de groepsfase uitgeschakeld. In 2020 bereikte de club de tweede ronde van de staatscompetitie en versloeg daarin topclub São Paulo. In de halve finale werd de club verslagen door Corinthians. Dit leverde een plaats op voor de Série D van 2021, maar de club mocht later dit seizoen ook al in de Série D aantreden omdat Red Bull Brasil fuseerde met Bragantino en Mirassol de vrijgekomen plaats mocht innemen. De club werd tweede in zijn groep en versloeg in de volgende rondes Caxias, Brasiliense en Aparecidense. De club wist de finale te bereiken, en te winnen van Floresta, waardoor ze promoveerden naar de Série C. 
Nadat de club in 2021 net de degradatie kon vermijden werd de club in 2022 kampioen. In het eerste jaar Série B eindigde de club op een zesde plaats, met één punt achterstand op een plaats die rechtstreekse promotie gaf, hoewel de club doorheen het seizoen op geen enkel moment bij de eerste vier stond. In 2024 werd de club vicekampioen achter het grote Santos en promoveerde zo voor het eerst naar de Série A. 

## Erelijst
Campeonato Brasileiro Série C
2022
Campeonato Brasileiro Série D
2020

## Bekende (ex-)spelers
- Nikão

Atlético Mineiro ·
Bahia ·
Botafogo ·
Bragantino ·
Ceará ·
Corinthians ·
Cruzeiro ·
Flamengo ·
Fluminense ·
Fortaleza ·
Grêmio ·
Internacional ·
Juventude ·
Mirassol ·
Palmeiras ·
Santos ·
São Paulo · 
Sport ·
Vasco da Gama ·
Vitória